# Крайська обсерваторія та планетарій Максиміліана Гелла в Ж'ярі-над-Гроном
Крайська обсерваторія та планетарій Максиміліана Гелла (словац. Krajská hvezdáreň a planetárium Maximiliána Hella) — культурно-освітній заклад у словацькому місті Ж'яр-над-Гроном. Заклад складається з астрономічної обсерваторії та планетарію і займається популяризацією астрономії серед непрофесіоналів, особливо серед дітей та молоді. Закладу також підпорядковані обсерваторія в Банській Бистриці та обсерваторія в Римавській Соботі.

## Планетарій
Планетарій розташований під куполом діаметром 10 метрів. Від заснування до вересня 2017 року в центрі купола працював оптико-механічний прилад Zeiss Klein Planetarium 2P, який моделював зоряне небо, видиме неозброєним оком, а також проєктував на нього деякі тіла Сонячної системи. З осені 2017 року і дотепер в залі працює пара проєкторів, які створюють повнокупольне зображення з роздільною здатністю 4K. У порівнянні з попередньою симуляцією зоряної сфери, вони можуть відображати, наприклад, з'єднання зірок у сузір'ях, масштабування вибраних об'єктів далекого Всесвіту, деталі поверхонь тіл Сонячної системи та багато іншого. Це другий цифровий планетарій у Словаччині. Більшість відвідувачів планетарію складають шкільні екскурсії. Основним матеріалом є науково-популярні програми, але крім них демонструються також музичні та туристичні програми.

## Обсерваторія
Обсерваторія має два телескопи — рефлектор TEC системи Максутова-Кассегрена з діаметром дзеркала 202 мм і фокусною відстанню 2 200 мм та рефрактор LUNT з діаметром лінз 60 мм і фокусною відстанню 600 мм для спостереження сонячної хромосфери. Обидва телескопи встановлени на спільне кріплення. Будівля також містить лекційний зал, зал наукової фантастики та зал НЛО, в яких знаходиться різне обладнання для демонстрації космічних явищ. Спостереження також можна проводити з двох оглядових терас. Одна з них, звана сонячною терасою, містить сонячні батареї для демонстрації використання сонячної енергії та кілька сонячних годинників.

## Історія
Планетарій бере початок від 1973 року від Окружної обсерваторії в Ж'ярі-над-Гроном. У 1990 році вона була перейменована в Обсерваторію Максиміліана Гелла — з нагоди 270-річчя від дня народження видатного XVIII століття Максиміліана Гелла. У 1996 році обсерваторія переїхала в нове приміщення, де знаходиться понині. 2005 року вона була перейменована на Крайську обсерваторію та планетарій Максиміліана Гелла в Ж'ярі-над-Гроном. З 2012 по 2017 рік директором установи був Петер Августин. З 1 квітня 2017 року організацію очолив Томаш Доброводський.